# Вучак (Копаоник)
Вучак је планински врх (1.936 м.н.в.) на гребену Велики Караман, на Копаонику и локалитет у режиму заштите I степена који се простире на југозападној страни врха Вучак, у изворишном делу Гвоздачке реке.
Врх је благо заобљен на месту где гребен достиже ширину 400 метара. На врху је камена хумка од гранитних стена која се 5—6m издиже у односу на околно земљиште, те има карактер остењака у питомом окружењу. Вучак се налази изнад горње шумске границе, са ниским високопланинским растињем и пашњацима. Са Вучака се пружа поглед на туристички комплекс и предео Равног Копаоника.

## Локалитет у режиму заштитестепена
Локалитет Вучак је површине 64,18ha и захвата појас 1.350—1.560 м.н.в. У ободном делу јављају се извори са водама погодним за водоснабдевање. На локалитету најраспрострањенија је шума смрче и јеле. Смрча је овде изван свог висинског појаса (1.550—1.750 м.н.в.) карактеристичног за Копаоник и спушта се у појас шума букве и јеле где гради заједницу са јелом без букве. Спуштање смрче испод њене природне границе омогућила је јела која је штити од неповољних фактора. У увалама овог локалитета јављају се шумске заједнице смрче (Piseetum abietis), шуме букве и јеле и шуме смрче, букве и јеле.